# 諾埃莉·亞里戈
諾埃莉·亞里戈（Noélie Yarigo，1985年12月26日—）是一名貝南田徑運動員，專攻800公尺項目。她是女子800公尺貝南全國紀錄保持者。她曾參加2016年和2020年夏季奧林匹克運動會。

## 賽事記錄
| 年   | 賽事         | 舉辦城市           | 名次       | 項目          | 記錄    |
| 代表 | 代表         | 代表               | 代表       | 代表          | 代表    |
| ---- | ------------ | ------------------ | ---------- | ------------- | ------- |
| 2005 | 法語系運動會 | 尼日尼阿美         | 第6名      | 800公尺       | 2:11.61 |
| 2005 | 法語系運動會 | 尼日尼阿美         | 第5名      | 4x400公尺接力 | 3:47.56 |
| 2007 | 全非運動會   | 阿爾及利亞阿爾及爾 | 第16名 (h) | 800公尺       | 2:13.29 |
| 2007 | 全非運動會   | 阿爾及利亞阿爾及爾 | －         | 1500公尺      | DNS     |
| 2013 | 法語系運動會 | 法國尼斯           | 第9名 (h)  | 800公尺       | 2:06.76 |
| 2014 | 非洲錦標賽   | 摩洛哥馬拉喀什     | 第5名      | 800公尺       | 2:01.64 |
| 2015 | 世界錦標賽   | 中國北京           | 第35名 (h) | 800公尺       | 2:02.48 |

## 外部連結
- 諾埃莉·亞里戈在World Athletics（英语）
- 諾埃莉·亞里戈在Diamond League（英语）
- 諾埃莉·亞里戈在French Athletics Federation（法语）
- 諾埃莉·亞里戈在Olympics.com（英语）
- 諾埃莉·亞里戈在Olympedia（英语）